# Мустафино
Мустафино (мкд. Мустафино) је насеље у Северној Македонији, у средишњем делу државе. Мустафино је село у саставу општине Свети Никола.

## Географија
Мустафино је смештено у средишњем делу Северне Македоније. Од најближег града, Штипа, насеље је удаљено 25 km северозападно.
Насеље Мустафино се налази у историјској области Овче поље. Село је смештено у средишњем делу поља, а северно се уздиже планина Манговица. Надморска висина насеља је приближно 290 метара.
Месна клима је блажи облик континенталне због близине Егејског мора (жарка лета).

## Становништво
Мустафино је према последњем попису из 2002. године имала 517 становника.
Већинско становништво су етнички Македонци (92%), а остало су Цинцари. До почетка 20. века већинско становништво у селу били су Турци.
Претежна вероисповест месног становништва је православље.